# Dvůr Králové nad Labem
Dvůr Králové nad Labem település Csehországban, Trutnovi járásban. Dvůr Králové nad Labem Vítězná, Doubravice, Bílá Třemešná, Třebihošť, Stanovice, Choustníkovo Hradiště, Hřibojedy, Kocbeře, Nemojov és Libotov településekkel határos. Lakosainak száma 15 339 fő (2024. január 1.).

## Népesség
A település lakosságának változását az alábbi diagram mutatja:
| Lakosok száma | 6222 | 10 913 | 15 615 | 15 885 | 17 911 | 15 754 | 15 882 | 15 594 | 14 950 | 15 339 |
|               | 1869 | 1900   | 1921   | 1961   | 1980   | 2011   | 2016   | 2019   | 2021   | 2024   |